# Baronía de Riudoms
La Baronía de Riudoms es un título nobiliario español creado en el siglo XVI. La baronía fue elevada a condado el 30 de junio de 1910 por el rey Alfonso XIII a favor de Juan Nepomuceno Pérez-Seoane y Roca de Togores, Senador del Reino, en memoria de un antiguo Señorío de su casa, ya que la familia Roca de Togores habían sido, en la antigüedad, Barones de Riudoms.

## Antecedentes
Riudoms es actualmente un municipio de la provincia de Tarragona, España. En 1150 el príncipe Robert d'Aguiló donó a Arnau de Palomar el Señorío de Riudoms. Más tarde, en 1290 Alfonso III entregó el señorío de Riudoms a Berenguer de Puigverd quien lo vendió al arzobispo Bernardo de Olivella, reservándose algunos de los derechos sobre la población.

## Barones de Ruidoms
|      | Titular                                            | Periodo                        |
| ---- | -------------------------------------------------- | ------------------------------ |
| I    | Ibáñez de Riudoms                                  |                                |
| II   | Violante Ibáñez de Riudoms                         |                                |
| III  | Mosén Juan Togores e Ibáñez de Riudoms             |                                |
| IV   | Juan Togores                                       |                                |
| V    | Luis Togores y Gómez Daroca                        |                                |
| VI   | Violante Togores y Gómez Daroca                    |                                |
| VII  | Juan Roca de Togores y Togores                     | ((?)-1617)                     |
| VIII | Gaspar Roca de Togores y Ruiz                      | ((?)-1684)                     |
| IX   | Carlos Luis Roca de Togores y Ruiz-Dávalos         | (1684-1676)                    |
| X    | Juan Roca de Togores y Rocamora                    | (1676-1743)                    |
| XI   | Jerónimo Roca de Togores y Rocamora                | (1743-1739)                    |
| XII  | Luis Roca de Togores y Moncada                     | (1739 - (?))                   |
| XIII | Juan Nepomuceno Mariano Roca de Togores y Escorcia | ((?)-1794)                     |
| XIV  | Luis de Francia Roca de Togores y Valcárcel        | (1794-1828)                    |
| XV   | Juan Nepomuceno Roca de Togores y Carrasco         | (1828-1883)                    |
| XVI  | Enriqueta María Roca de Togores y Corradini        |                                |
| XVII | Juan Nepomuceno Pérez-Seoane y Roca de Togores     | Primer Conde de Riudoms (1910) |

## Linajes
Desde la creación de la Baronía en el siglo XVI hasta su transformación en condado en 1910 son cuatro las familias que han sido propietarias de este título de nobleza. 
- Casa de Ibáñez de Riudoms
- Togores
- Roca de Togores
- Pérez-Seoane (- 1910)